# Steven L. Isoardi
Steven Louis Isoardi (* 1949) ist ein amerikanischer Politologe und Jazzautor.

## Wirken
Isoardi absolvierte seinen Bachelor und Master an der University of San Francisco, bevor er 1986 an der University of California, Los Angeles, in Politikwissenschaften über die Grenzen der Internationalen Beziehungen promovierte.
Isoardi arbeitete zunächst als Dozent in der Sozialwissenschaftlichen Fakultät der Oakwood School in Los Angeles. Zwischen 1989 und 2003 führte er Interviews für das California State Archives State Government Oral History Program durch, auf denen seine späteren Bücher aufbauen. Darin untersuchte er die Rolle des Jazz für die afroamerikanische Gemeinschaft von Los Angeles. Später wirkte er als außerordentlicher Professor an der Antioch University. Für Rhino Records produzierte er das 4-CD-Set Central Avenue Sounds und verfasste ein umfangreiches Begleitheft. Er ist einer der Herausgeber der Zeitschrift Current Research in Jazz.

## Schriften
- United States Foreign Policy and the Rearmament of West Germany: 1950-1955. 1973
- Class Structure and Diplomatic Aims: On the Boundaries of International Relations in the Imperialist Epoch. Los Angeles, 1986
- Clora Bryant und andere: Central Avenue Sounds: Jazz in Los Angeles. University of California Press (Berkeley, CA), 1999.
- Mit Buddy Collette: Jazz Generations: A Life in American Music and Society. Continuum (New York, NY), 2000.
- Songs of the Unsung: The Musical and Social Journey of Horace Tapscott. Duke University Press (Durham, NC), 2001.
- The Dark Tree: Jazz and the Community Arts in Los Angeles. University of California Press (Berkeley, CA), 2006.
- The Music Finds a Way. A PAPA/UGMAA Oral History of Growing Up In Postwar South Central Los Angeles. 2020, ISBN 978-1-64786-396-8.